# 匹茲堡 (喬治亞州沃克縣)
匹茲堡（英語：Pittsburg）是位於美國喬治亞州沃克縣的一個非建制地區。該地的面積和人口皆未知。

## 地理
匹茲堡的座標為34°41′35″N 85°12′28″W / 34.69306°N 85.20778°W，而該地的平均海拔高度為324米（即1063英尺）。